# 米線

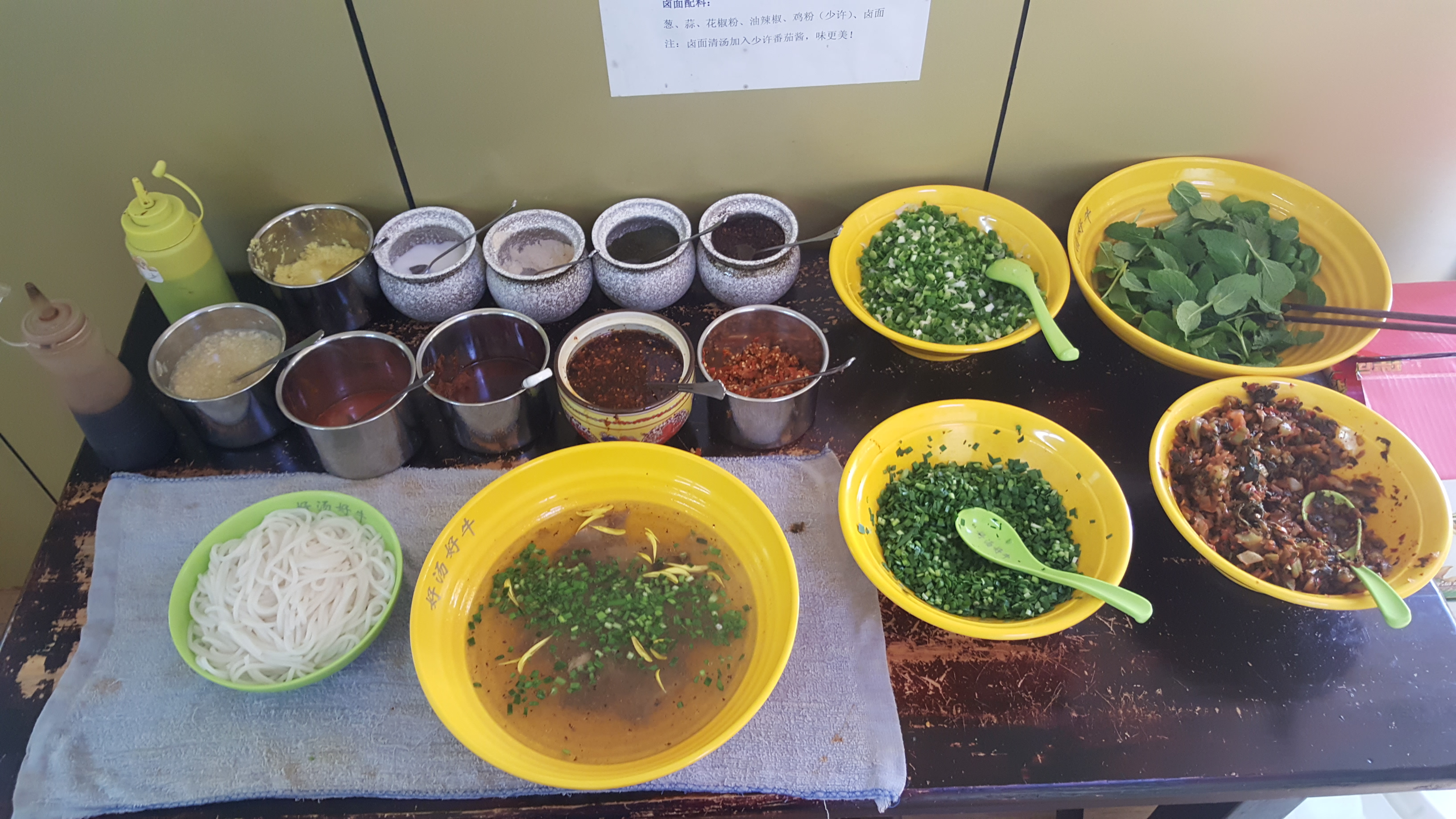
米線（左端）を使った過橋米線（雲南省のレストランで）

米線（ミーシェン、中国語: 米线、ピンイン: mǐxiàn）は中国雲南省特産の米を使った麺類で、特に同省特産料理の過橋米線に使われる。

## 製法
米線は中国雲南省特産の米を材料に使ったヌードルである。製法は唐時代の『隋書』や北魏時代の『斉民要術』などに記述されているが、その製法過程は様々な場所で複雑で、それぞれ独自に発展したものである。まず新鮮な米を原料として使用し、米をきれいな水で洗い、発酵させ、精練し、除湿、蒸し、プレスして、冷却、すすぐという、10を超える一連の過程を経る。
米線は断面が丸く一般に細いが、細いもので直径1.5mm位、太いものは直径3.5-4.0mm位である。通常生麺で売られているが、乾麺もある。

## 料理
米線は雲南省特産料理の過橋米線におもに使われ、熱くしたお湯を入れた瀬戸物容器に肉類と野菜と共に煮て食べる。雲南省以外でも、中国の主要な市、町に過橋米線専門店があり、中国全土で一般的な料理になっている。また、雲南省は暑いので、冷麺にしてタレをかけて食べることもある。
最近日本でも過橋米線専門店ができたので、「かきょうばいせん」と徐々に呼ばれているが（中国語式では「グォチャオミーシェン」）、米線は一般に売られていないので、中国語式に「ミーシェン」と呼ぶ人が多い。

## 参照項目
- 雲南料理
- ライスヌードル
- 米粉（ビーフン）